# Stanhopea tricornis
Stanhopea tricornis là một loài lan đặc hữu của miền tây South America.

## Hình ảnh

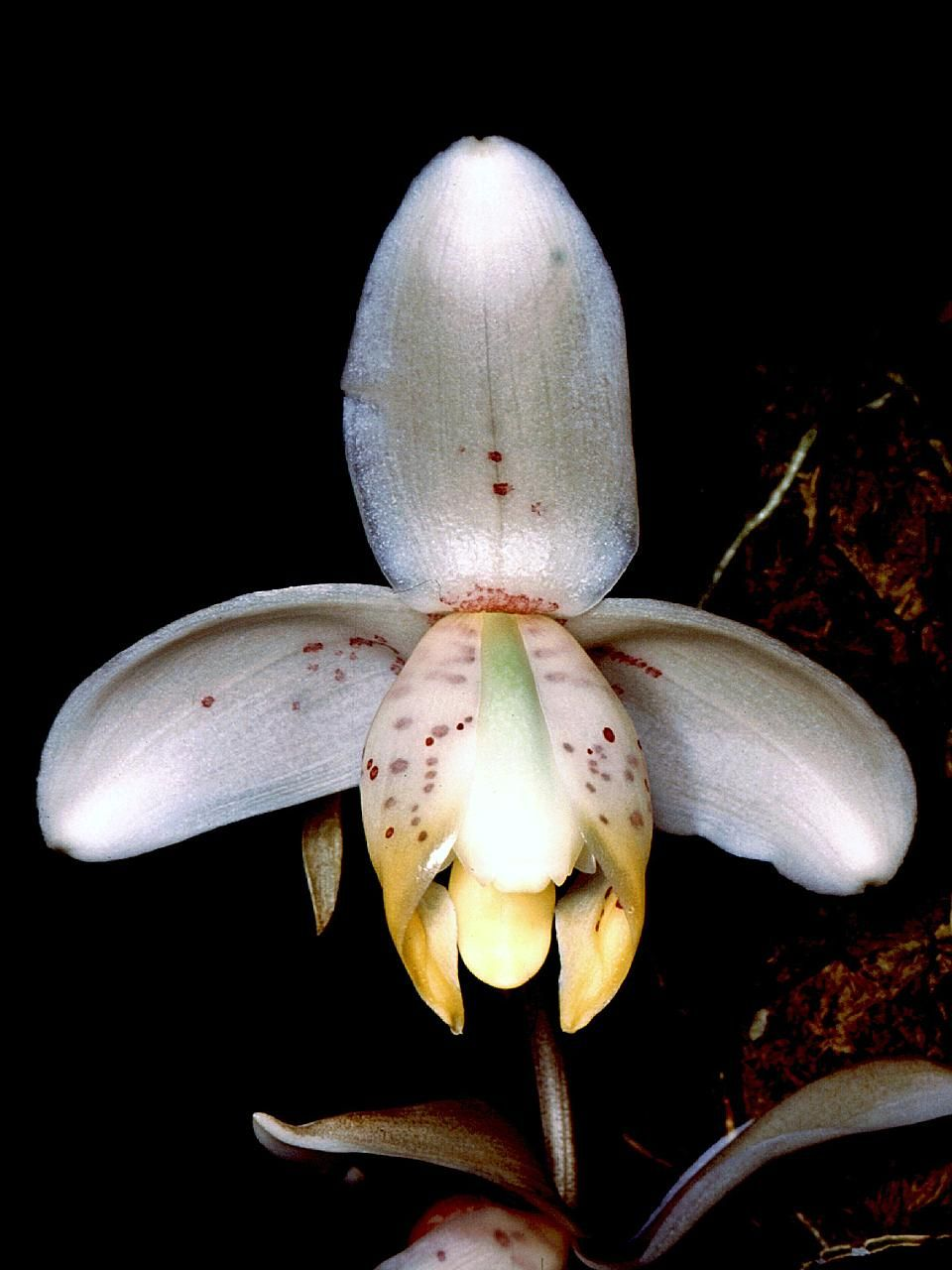